# 軍務伯
軍務伯（英語: Earl Marshal; アール・マーシャル）は、中世以来のイギリスの官職。国務大官のひとつ。
軍務伯のほか、式部長官、紋章院総裁、紋章局長官、警備長官など様々に訳される。

## 歴史
中世においてはマーシャルは大司馬（軍察長官）の副官職であり、さほど高い地位の役職ではなかったが、国王政庁の秩序維持に責任を負ったため、徐々にその地位が向上した。やがて典礼・紋章院の統括を職務とするようになり、後には軍事的要素が減ってそういった儀礼面が主任務となっていった。
14世紀に騎士法廷（騎士道裁判所）が創設されると、ロード・マーシャルは大司馬とともにその審理を共宰するようになった。騎士法廷は反逆罪・捕虜・身代金・紋章・軍需品の契約といった軍事上の争いを管轄した民事法廷であったが、大司馬が常設されなくなった後、ジェームズ1世は騎士法廷を称号・紋章・口頭名誉毀損を管轄する裁判所へ改め、軍務伯がその唯一の裁判官職となった。騎士法廷は1737年以降は長きに渡って開廷されなかったが、1955年に裁判を行って、いまだ健在であることを見せつけた。
1484年には典礼・紋章の統括組織として紋章院が設置され、軍務伯がその総裁となった。軍務伯は紋章院総裁として部下である紋章官たち（3人のキング・オブ・アームズ、6人のヘラルド・オブ・アームズ、4人のパーシヴァント・オブ・アームズ）とともに、戴冠式、王族の結婚式や国葬、議会の開会式、ガーター騎士団の例会といった王室関連の儀式を取り仕切る。
最初に世襲のロード・マーシャル（Lords Marshal; 御馬卿）に就いたのは初代ペンブルック伯爵ウィリアム・マーシャルの父ジョン・フィッツギルバートである。彼は以後マーシャル姓を名乗るようになる。マーシャル家が絶家した後はノーフォーク伯爵ビゴッド家やノーフォーク公爵モウブレー家、ノーフォーク公爵ハワード家などが主に世襲し、1397年以降はアール・マーシャルと称されるようになった。
1672年からは一貫してノーフォーク公爵ハワード家によって世襲されているが、1673年に審査法が議会で可決成立し、以降1829年のカトリック救済法の成立までカトリックは公職から締め出されたため、カトリックのノーフォーク公爵ハワード家では軍務伯の職務を取れなくなった。その間軍務伯の職責はノーフォーク公爵家のプロテスタントの分家であるサフォーク伯爵家やカーライル伯爵家が代行するのが一般的だった。
1999年のトニー・ブレア政権による貴族院改革で世襲貴族の議席数は92議席に限定されたが、軍務伯は議席を保ち続けることになった。
2014年現在の軍務伯は第18代ノーフォーク公爵エドワード・フィッツアラン＝ハワードである。

## 歴代軍務伯
- ジョン・マーシャル（英語版） 1135–1165 (?)
- ジョン・マーシャル（英語版） 1165–1194
- 初代ペンブルック伯爵ウィリアム・マーシャル 1194–1219
- 第2代ペンブルック伯爵ウィリアム・マーシャル 1219–1231
- 第3代ペンブルック伯爵リチャード・マーシャル 1231–1234
- 第4代ペンブルック伯爵ギルバート・マーシャル（英語版） 1234–1241
- 第5代ペンブルック伯爵ウォルター・マーシャル（英語版） 1242–1245
- 第6代ペンブルック伯爵アンセル・マーシャル 1245
- 第4代ノーフォーク伯爵ロジャー・ビゴッド（英語版） 1245–1269
- 第5代ノーフォーク伯爵ロジャー・ビゴッド 1269–1306
- 初代クリフォード男爵ロバート・ド・クリフォード（英語版） 1307–1308
- ニコラス・シーグレイブ（英語版） 1308–1316
- 初代ノーフォーク伯爵トマス・オブ・ブラザートン 1316–1338
- ノーフォーク女公爵マーガレット・オブ・ブラザートン 1338–1377
- 初代ノーサンバーランド伯爵ヘンリー・パーシー 1377
- 初代アランデル男爵（英語版）ジョン・フィッツアラン, 1377–1383 (1379年死亡)
- 初代ノーフォーク公爵トマス・ド・モウブレー 1383–1398
- 初代サリー公爵トマス・ホランド 1398–1399
- 初代ウェストモーランド伯爵ラルフ・ネヴィル 1400–1412
- 第2代ノーフォーク公爵ジョン・ド・モウブレー 1412–1432
- 第3代ノーフォーク公爵ジョン・ド・モウブレー 1432–1461
- 第4代ノーフォーク公爵ジョン・ド・モウブレー 1461–1476
- 共同就任:
  - 第8代ノーフォーク女伯爵アン・ド・モウブレー 1476–1481 (Countess Marshal)
  - ヨーク公爵リチャード 1478–1483
  - サー・トマス・グレイ 1476–1483 (代理)
- 初代ノーフォーク公爵ジョン・ハワード 1483–1485
- 初代バークレー侯爵ウィリアム・ド・バークレー（英語版） 1486–1492
- ヨーク公爵ヘンリー（後のヘンリー8世） 1494–1509
- 第2代ノーフォーク公爵トマス・ハワード 1509–1524
- 第3代ノーフォーク公爵トマス・ハワード 1524–1547
- 初代サマセット公爵エドワード・シーモア 1547–1551
- 初代ノーサンバーランド公爵ジョン・ダドリー 1551–1553
- 第3代ノーフォーク公爵トマス・ハワード, restored 1553–1554
- 第4代ノーフォーク公爵トマス・ハワード  1554–1572
- 第6代シュルーズベリー伯爵ジョージ・タルボット 1572–1590
- 委員会制 1590–1597
- 第2代エセックス伯爵ロバート・デヴァルー 1597–1601
- 委員会制 1602–1603
- 第4代ウスター伯爵（英語版）エドワード・サマセット 1603
- 委員会制 1604–1622
- 第21代アランデル伯爵トマス・ハワード 1622–1646
- 第22代アランデル伯爵ヘンリー・ハワード 1646–1652
- 不明 1652–1661
- 第3代サフォーク伯爵ジェームズ・ハワード 1661–1662
- 委員会制 1662–1672
- 第6代ノーフォーク公爵ヘンリー・ハワード 1672–1684
- 第7代ノーフォーク公爵ヘンリー・ハワード 1684–1701
- 第8代ノーフォーク公爵トマス・ハワード 1701–1732
- 第9代ノーフォーク公爵エドワード・ハワード 1732–1777
- 第10代ノーフォーク公爵チャールズ・ハワード 1777–1786
- 第11代ノーフォーク公爵チャールズ・ハワード 1786–1815
- 第12代ノーフォーク公爵バーナード・ハワード 1815–1842
- 第13代ノーフォーク公爵ヘンリー・ハワード 1842–1856
- 第14代ノーフォーク公爵ヘンリー・フィッツアラン＝ハワード 1856–1860
- 第15代ノーフォーク公爵ヘンリー・フィッツアラン＝ハワード 1860–1917
- 第16代ノーフォーク公爵バーナード・フィッツアラン＝ハワード 1917–1975
- 第17代ノーフォーク公爵マイルス＝フィッツアラン・ハワード 1975-2002
- 第18代ノーフォーク公爵エドワード・フィッツアラン＝ハワード 2002–